# Gouverneur général de Sainte-Lucie
Le gouverneur général de Sainte-Lucie (en anglais : Governor-General of Saint Lucia) est le chef d'État de facto de Sainte-Lucie. Il représente le chef d'État de jure, le souverain de Sainte-Lucie.

## Liste des gouverneurs généraux de Sainte-Lucie
- Sir Allen Montgomery Lewis (22 février 1979 – 19 juin 1980)
- Boswell Williams (19 juin 1980 – 13 décembre 1982)
- Sir Allen Montgomery Lewis (13 décembre 1982 – 30 avril 1987)
- Sir Vincent Floissac (30 avril 1987 – 10 octobre 1988), par intérim
- Sir Stanislaus A. James (10 octobre 1988 – 1er juin 1996)
- Sir George Mallet (1er juin 1996 – 17 septembre 1997)
- Dame Pearlette Louisy (17 septembre 1997 – 31 décembre 2017)
- Vacant (1er – 12 janvier 2018)[1]
- Sir Neville Cenac (12 janvier 2018 – 31 octobre 2021)
- Sir Errol Charles (depuis le 11 novembre 2021), par intérim jusqu'au 1er novembre 2024